# 勇敢級護衛艦
勇敢級護衛艦，代號Project 20386是俄羅斯最新級別的護衛艦，由北方造船廠為俄羅斯海軍建造。基於守護級和轟鳴級建造，並將採用更隱身的設計。 原預計建造一系列十艘同型护卫舰。 

## 資料來源
1. ↑  .   [2023-07-07]. （原始内容存档于2023-04-09）.
2. ↑  . TASS. 28 June 2017  [21 February 2019]. （原始内容存档于2023-10-07）.